# Hypsibarbus wetmorei
Hypsibarbus wetmorei är en fiskart som först beskrevs av Smith, 1931.  Hypsibarbus wetmorei ingår i släktet Hypsibarbus och familjen karpfiskar. IUCN kategoriserar arten globalt som livskraftig. Inga underarter finns listade i Catalogue of Life.